# Шутенберг, Александра
Александра Шутенберг (пол. Aleksandra Szutenberg; род. 15 октября 1988 года, Гдыня) — польская гимнастка (художественная гимнастика). Чемпион Польши 2002 года. Член национальной сборной. По окончании карьеры — спортивный журналист.

## Биография
Родители отдали 6-летнюю Александру в гимнастическую группу при Молодёжном культурном центре в Гдыне. Изначально их целью было развить в девочке подвижность и красивую осанку, но уже вскоре Шутенберг стала демонстрировать достойные результаты в этом виде спорта.
Дважды в составе сборной Шутенберг принимала участие в первенствах мира и Европы, где наивысшим достижением для команды становилось 4-е место. В 2002 году 14-летняя Александра взяла две медали чемпионата страны, золотую и серебряную. Завершила карьеру в 21 год.
Окончила экономический факультет Гданьского университета (магистр по международным финансам и банковскому делу). Она также окончила аспирантуру по журналистике и социальным коммуникациям Варшавского университета. Свободно владеет английским языком, на продвинутом уровне — немецким. В настоящее время Александра Шутенберг — редактор и спортивный журналист Polsat, первой и крупнейшей в истории Польши частной телекомпании.